# Glaucoma (zoologia)
Glaucoma è un genere di protozoi ciliati, caratterizzati da una struttura completamente cigliata. 
L'habitat di tali organismi è prevalentemente l'acqua dolce, soprattutto palustre. Si nutrono di batteri.

## Specie di glaucoma
- Glaucoma avellana;
- Glaucoma chattoni (caratterizzata da Corliss, nel 1959);
- Glaucoma scintillans;
- Glaucoma setosa.